# Avatar (film, 1916)
Pour les articles homonymes, voir Avatar.
Pour plus de détails, voir Fiche technique et Distribution.
Avatar est un film muet italien aujourd’hui perdu, réalisé en 1916 et adapté du roman Avatar publié en 1856 par Théophile Gautier. Il a été mis en scène par Carmine Gallone et interprété notamment par Soava Gallone. Connu au Royaume-Uni sous le titre The Magician, le film fut produit par la Società Italiana Cines.

## Synopsis
Le film raconte l’histoire d’Ottavio de Saville, épris de la belle Prascovie Labinska, qui reste fidèle à son époux, le comte Olaf Labinski, un aristocrate polonais. Pour surmonter son chagrin, Ottavio accepte l’aide du mystérieux docteur Balthazar, un initié aux sciences occultes orientales, capable de transférer les âmes d’un corps à un autre.
Les âmes d’Ottavio et du comte sont alors échangées. Mais dans le corps de son rival, Ottavio ne parvient pas à tromper Prascovie, qui perçoit que quelque chose ne va pas. Quand le comte découvre la supercherie, un duel s’engage. Balthazar intervient à temps pour empêcher un drame et restitue à chacun sa véritable identité.

### Distribution
- Soava Gallone
- Andréa Habay
- Augusto Mastripietri
- Amleto Novelli